# Płuhów
Płuhów (ukr. Плугів) – wieś w obwodzie lwowskim, w rejonie złoczowskim na Ukrainie, założona w 1469. Miejscowość liczy 809 mieszkańców.
Znajduje się tu przystanek kolejowy Płuhów, położony na linii Tarnopol – Lwów.

## Położenie
Na podstawie Słownika geograficznego Królestwa Polskiego i innych krajów słowiańskich Płuhów to wieś w powiecie złoczowskim, położona 11 km na południowy wschód od sądu powiatowego w Złoczowie.

## Historia
W II Rzeczypospolitej miejscowość była siedzibą gminy wiejskiej Płuhów w powiecie złoczowskim województwa tarnopolskiego. 
Podczas okupacji niemieckiej od października 1941 roku do 22 lipca 1943 roku w Płuhowie funkcjonował obóz pracy dla Żydów, których wykorzystywano przy robotach drogowych. W ramach likwidacji obozu Niemcy przenieśli około 600 więźniów do Jaktorowa i tam zabili.